# Tadeusz Pogoda
Tadeusz Grzegorz Pogoda (ur. 12 marca 1951 w Jeżewie) – polski samorządowiec i inżynier elektryk, działacz NSZZ „Solidarność”, w latach 1990–2018 burmistrz Świecia.

## Życiorys
Wychowywał się we wsi Białe. W 1974 ukończył studia z elektrotechniki przemysłowej w Wyższej Szkole Inżynierskiej w Bydgoszczy, po czym rozpoczął pracę w Zakładach Celulozy i Papieru w Świeciu. W 1980 zaangażował się w działalność „Solidarności”, do 13 grudnia 1981 był wiceszefem jej komisji zakładowej. Po reaktywacji związku w 1989 objął funkcję szefa jego struktur w miejscu pracy.
W 1989 należał do założycieli lokalnego Komitetu Obywatelskiego „Solidarność”, przekształconego później w Obywatelskie Porozumienie Samorządowe, którym kierował i z listy którego w 1990 wybrano go do rady miejskiej. W 1991 bezskutecznie kandydował do Sejmu w okręgu bydgoskim z listy Porozumienia Obywatelskiego Centrum. Nieprzerwanie od 1990 do 2018 zajmował stanowisko burmistrza Świecia. Od 2002 wybierano go w wyborach bezpośrednich (w 2002 przewagą jednego głosu), w 2010 i 2014 wygrywał w pierwszej turze. W 2018 nie ubiegał się o reelekcję, został wybrany radnym sejmiku kujawsko-pomorskiego jako bezpartyjny z listy Koalicji Obywatelskiej. W 2019 bez powodzenia kandydował do Sejmu w okręgu bydgoskim (otrzymał 8388 głosów). W ponownie 2024 wybrany radnym do sejmiku.
Wdowiec, ma dwóch synów. Wyróżniony „Medalem Solidarności – Zasłużony dla Rejonu Bydgoskiego” (2010) oraz miejskim odznaczeniem Unitas Durat Community Świecie (2019); został także honorowym obywatelem gminy Pieszyce.
W 2005 otrzymał Srebrny Krzyż Zasługi.